# NGC 898
NGC 898 is een spiraalvormig sterrenstelsel in het sterrenbeeld Andromeda. Het hemelobject werd op 17 oktober 1786 ontdekt door de Duits-Britse astronoom William Herschel.

## Synoniemen
- PGC 9073
- UGC 1842
- MCG 7-6-4
- ZWG 538.58
- ZWG 539.4
- IRAS02201+4143